# Zimozelen
Zimozelen (Chimaphila) je rod pěti druhů malých, stálezelených, kvetoucích rostlin s výskytem v mírných oblastech severní polokoule. Jsou zařazeny v čeledi vřesovcovitých (Ericaceae), ale byly původně umístěny v čeledi hruštičkovitých Pyrolaceae.
Latinský název zimozelenu Chimaphila pochází z řeckého názvu cheima (zima) a philos (milující).
V České republice roste jediný druh, zimozelen okoličnatý, který patří mezi kriticky ohrožené druhy.

## Druhy
- zimozelen okoličnatý (Chimaphila umbellata)
- Chimaphila japonica
- Chimaphila maculata
- Chimaphila menziesii
- Chimaphila monticola

## Použití
V homeopatické medicíně.